# Babsie Podestá
Arthur „Babsie” Podestá (ur. 6 marca 1912, zm. 6 czerwca 2004) – maltański piłkarz wodny, olimpijczyk. Brat bliźniak Wilfreda.
W 1936 roku wystąpił wraz z drużyną na igrzyskach w Berlinie. Zagrał w dwóch z trzech spotkań fazy grupowej (przeciwko Brytyjczykom i Węgrom). Maltańscy waterpoliści przegrali jednak wszystkie trzy mecze (2–8 z Brytyjczykami, 0–12 z Węgrami oraz 0–7 z Jugosławią) i nie awansowali do dalszej części rozgrywek.
Z klubem Neptunes WPSC zdobył mistrzostwo Malty m.in. w 1933 i 1949 roku.